# Akdżawadżat
Akdżawadżat, także: Akdżudżt (arab. أكجوجت, fr. Akjoujt) – miasto w zachodniej Mauretanii, ośrodek administracyjny regionu Insziri. Główną gałęzią przemysłu jest wydobycie złota i rud miedzi. W 2000 roku mieszkały tu 7904 osoby.
Miasto połączone jest asfaltową szosą z Nawakszutem i Atarem w sąsiednich prowincjach.

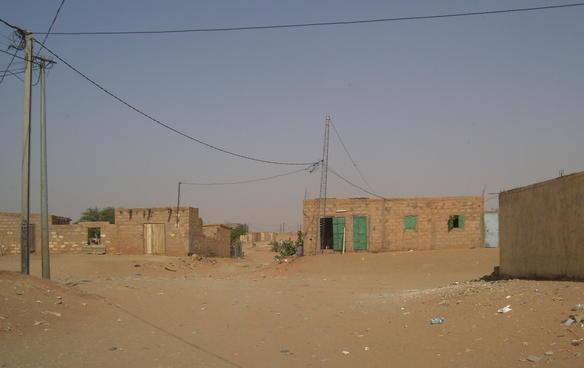
Ulica w Akdżawadżacie